# ゴールデン・ショット
『みんなで当てよう ゴールデン・ショット』（みんなであてよう ゴールデン・ショット）は、1967年10月12日から同年11月9日まで日本テレビ系列局で放送されていた日本テレビ製作のバラエティ番組である。その後も1967年11月23日から同年12月14日まで『大爆発!ダイナマイトサウンズ』と題して放送されていた。全8回（4回＋4回）。放送時間は毎週木曜 20:00 - 20:56 （日本標準時）。

## 概要
生放送の公開番組で、東京と大阪を結んでの2元中継を行っていた。内容は、スイスの「シュミット・プロ」が開発した特殊テレビカメラを覗きながらボウガンで的を射る射的ゲームが中心で、毎回来場者の中から選ばれた2人と番組への参加を希望した視聴者2人がこれに参加していた（後者は会場外から電話で参加。テレビカメラがその場へ出張）。
しかし、番組はわずか4回で同タイトルでの放送を終了。とりあえず同年11月16日に単発のドキュメンタリー番組『日ソ10年』を放送した後、11月23日に改題リニューアルした上で放送を再開した。改題後も射的ゲームを行っていたが、的を当てると当時の人気グループ・サウンズのVTRが流れる演出が入るようになった。
番組は同年12月14日の放送を最後に放送されていないが、同日付の新聞各紙のラジオ・テレビ欄には最終回マークが付されていなかった。

## 出演者

### 司会
- ハナ肇

### アシスタント
- ジェリー藤尾
- 藤田まこと
- 晴乃チック・タック - 改題後からの出演者。

## スタッフ
- プロデューサー：細野邦彦
- 演出：井原高忠

## 改題前のルール
前述のとおり、参加者は来場者の中から選ばれた2人と番組への参加を希望した視聴者2人。会場内の参加者はカメラを直接操作しながらボウガンを射ることができ、会場外からの参加者はテレビ画面に映っている照準を見ながら、会場にいる目隠しをしたカメラマンに電話で指示することでボウガンを射る「テレフォン・ショット」を行った。
こうしてこの中から勝ち残った参加者1人は、最後にカメラを操作しての「ゴールデン・ショット」に挑戦。上手く当てれば賞金30万円を貰えた。当初は優勝者が4人出たところで同じルールでの決勝戦を行い、優勝者にはさらに70万円を進呈する予定だったが、番組そのものが4回で打ち切られたために行われなかった。